# 古城镇 (垣曲县)
古城镇，是中华人民共和国山西省运城市垣曲县下辖的一个镇。

## 行政区划
古城镇下辖以下地区：
古城村、允岭村、北窑庄村、磨头村、南堡头村、北堡头村、店头村、三联村、西滩村、南坡村、宁董村、莘庄村、北坡村、西石村、窑店村、南丁村、西沟村、硖口村、西敌村、谭家村、东石村、允东村、上庄村、上丁村、峪子村和新瑶村。